# Josep Sert i Rius
Josep Sert i Rius (Barcelona, 1840 – 8 de desembre de 1895) fou un empresari i polític català, diputat a les Corts Espanyoles durant la restauració borbònica.

## Biografia
Fill de Francisco Sert i Artès, teixidor de lli, i d'Ignasi Rius. De molt jove va seguir les passes del seu germà gran Domènec, que s'havia incorporat a la fàbrica de mantes de llana i teixits de seda del seu cunyat Bonaventura Solà i Guixà, casat amb la seva germana Madrona (vegeu Passatge de Sert).
El 1866 es va casar amb Manuela Maneja i Llopis, filla del metge Pau Maneja.
Fou vocal de la Caixa d'Estalvis de Barcelona de 1890 a 1894, i vocal (1881), vicepresident interí (1882) i president (1891-1893) de Foment del Treball Nacional. També fou soci i directiu de l'Institut Industrial de Catalunya i de la Unió Fabril i Mercantil de Barcelona.
Durant el sexenni democràtic va formar part de la Lliga d'Ordre Social. Interessat per l'assistència social, formà part de la Junta Directiva de la Casa de la Caritat de Barcelona (1879-1882) i el 1875 fundà l'Instuto Catalán de Artesanos y Obreros, així com altres entitats de caràcter similar. Amb el metge Josep Ricart i Gila va crear el 1894 l'Institut del Desert de Sarrià, un asil per a obrers invàlids.
Va mantenir converses amb Antonio Cánovas del Castillo amb Manuel Duran i Bas com a mitjancer per tal d'aconseguir que el Partit Liberal Conservador adoptés el proteccionisme en el seu programa polític; fins i tot projectà la construcció d'una fàbrica de llanes a Madrid. Fou diputat per Barcelona a les eleccions generals espanyoles de 1884 pel Partit Conservador, però des de 1885 va seguir la línia de Francisco Romero Robledo, a qui li unia una gran amistat.